# Kunsia
Genre
Kunsia est un genre de rongeurs de la famille des Cricétidés.

## Liste des espèces
Selon ITIS (20 décembre 2016) :
- Kunsia fronto (Winge, 1887)
- Kunsia tomentosus (Lichtenstein, 1830) - espèce type

## Étymologie
Le nom de ce genre a été choisi en l'honneur du Dr Merle L. Kuns (de la Middle American Research Unit, National Institutes of Health) qui était responsable d'une collection de mammifères pour ses recherches sur les fièvres hémorragiques en Bolivie. Il s'était en particulier intéressé aux rongeurs comme vecteurs de ces maladies et, parmi sa collection, se trouvaient les premiers spécimens de ce genre remarquable qui reprend ici son nom.

## Publication originale
(en) Philip Hershkovitz, « South American swamp and fossorial rats of the scapteromyine group (Cricetinae, Muridae) with comments on the glans penis in murid taxonomy », Zeitschrift für Säugetierkunde : im Auftrage der Deutschen Gesellschaft für Säugetierkunde e.V., vol. 31,‎ 1966, p. 81-149 (lire en ligne, consulté le 17 mars 2019). 